# Dmitrij Rodionow
Dmitrij Gawriłowicz Rodionow (ros. Дмитрий Гаврилович Родионов, ur. 1906 we wsi Poczinki w guberni niżnonowogrodzkiej, zm. 1972 w Moskwie) – funkcjonariusz radzieckich służb specjalnych, generał porucznik, szef Zarządu MGB obwodu leningradzkiego (1946-1949).

## Życiorys
Urodzony w biednej rosyjskiej rodzinie chłopskiej, w 1916 skończył szkołę w rodzinnej wsi, od listopada 1929 w GPU, od czerwca 1930 do listopada 1932 pełnomocnik GPU w Arzamasie, od listopada 1932 do kwietnia 1935 pełnomocnik GPU/NKWD w Wyksie, od października 1932 kandydat na członka, a od marca 1938 członek WKP(b). Od kwietnia 1935 do maja 1937 pełnomocnik operacyjny Zarządu NKWD obwodu gorkowskiego (obecnie obwód niżnonowogrodzki), od 23 marca 1936 młodszy porucznik bezpieczeństwa państwowego, od maja do października 1937 pomocnik szefa wydziału Zarządu NKWD obwodu gorkowskiego, od października 1937 do 31 lipca 1938 szef oddziału Wydziału 3 Zarządu Bezpieczeństwa Państwowego (UGB) Zarządu NKWD obwodu gorkowskiego, później przeniesiony do centrali NKWD ZSRR w Moskwie, 5 sierpnia 1938 mianowany porucznikiem bezpieczeństwa państwowego. Od 15 sierpnia do listopada 1938 zastępca szefa Oddziału 5 Wydziału 7 Zarządu 1 NKWD ZSRR, od 1939 do 4 marca 1940 szef Oddziału 3 Wydziału 2 Głównego Zarządu Ekonomicznego NKWD ZSRR, 7 czerwca 1939 awansowany na starszego porucznika bezpieczeństwa państwowego, od 4 marca 1940 do 27 lutego 1941 zastępca szefa Wydziału 2 Głównego Zarządu Ekonomicznego NKWD ZSRR, 14 marca 1940 awansowany na kapitana bezpieczeństwa państwowego. Od 27 lutego do 7 sierpnia 1941 szef Wydziału 4 Zarządu 3 NKGB ZSRR, 12 lipca 1941 mianowany majorem bezpieczeństwa państwowego, od 7 sierpnia 1941 do 16 maja 1943 zastępca szefa Głównego Zarządu Ekonomicznego NKWD ZSRR, 14 lutego 1943 awansowany na komisarza bezpieczeństwa państwowego, od 16 maja 1943 do 29 listopada 1945 szef Wydziału 1 Zarządu 2 NKGB ZSRR, równocześnie od 20 maja 1943 do 15 czerwca 1946 zastępca szefa Zarządu 2 NKGB/MGB ZSRR, 2 lipca 1945 mianowany komisarzem bezpieczeństwa państwowego 3 rangi, a 9 lipca 1945 generałem porucznikiem. Od 15 czerwca 1946 do 21 kwietnia 1949 szef Zarządu MGB obwodu leningradzkiego, następnie w dyspozycji Zarządu Kadr MGB ZSRR, od 19 października 1951 do 24 marca 1953 szef Zarządu Milicji Taszkentu, od 24 marca 1953 do 8 kwietnia 1954 zastępca szefa Zarządu 4 MWD ZSRR, następnie w dyspozycji Zarządu Kadr KGB ZSRR, 15 czerwca 1954 zwolniony ze służby.

## Odznaczenia
- Order Czerwonego Sztandaru (dwukrotnie – 8 marca 1944 i 25 lipca 1949)
- Order Kutuzowa II klasy (31 maja 1945)
- Order Czerwonego Sztandaru Pracy (3 czerwca 1942)
- Order Czerwonej Gwiazdy (dwukrotnie – 20 września 1943 i 3 listopada 1944)
- Order „Znak Honoru” (26 kwietnia 1940)
- Odznaka "Zasłużony Funkcjonariusz NKWD" (4 lutego 1942)

I 4 medale.